# Mój przyjaciel lis
Mój przyjaciel lis (fr. Le Renard et l'enfant, 2007) – francuski film przygodowy w reżyserii Luca Jacqueta, twórcy Marszu pingwinów.

## Fabuła
Mała dziewczynka wkracza w pełen przygód, magiczny świat przyrody. Zaprzyjaźnia się z małym liskiem, dzięki któremu przeżywa niezwykłe przygody, poznaje leśne zwyczaje i siłę prawdziwej przyjaźni.

## Obsada
- Bertille Noël-Bruneau − Dziewczynka
- Isabelle Carré − Narrator/Dorosła dziewczynka
- Thomas Laliberté − Mały chłopiec

i inni

## Wersja polska
Wersja polska: Sun Studio Polska

Reżyseria: Agnieszka Zwolińska

Dialogi: Ewa Mart-Więckowska

Udział wzięli:
- Agnieszka Kunikowska − Narrator
- Justyna Bojczuk − Dziewczynka

i inni